# Fizjologia zwierząt
Fizjologia zwierząt – nauka o czynnościach organizmu zwierzęcego. Zajmuje się stanem organizmu w momencie, kiedy jest on zdrowy (nauka o stanach chorobowych to patologia). 
Fizjologia sama w sobie jest nauką nierozerwalnie łączącą się z takimi dziedzinami biologii jak: biochemia, anatomia, histologia, a w mniejszym stopniu cytologia i cytofizjologia.